# Calathea bantae
Calathea bantae är en strimbladsväxtart som beskrevs av H.A.Kenn. Calathea bantae ingår i släktet Calathea och familjen strimbladsväxter. Inga underarter finns listade.